# Aussos
Aussos is een gemeente en dorp (fr.commune) in het Franse departement Gers (regio Occitanie). De commune telt 60 inwoners (2009). De plaats maakt deel uit van het kanton Masseube in het arrondissement Mirande. De inwoners worden Aussosois(e) genoemd.

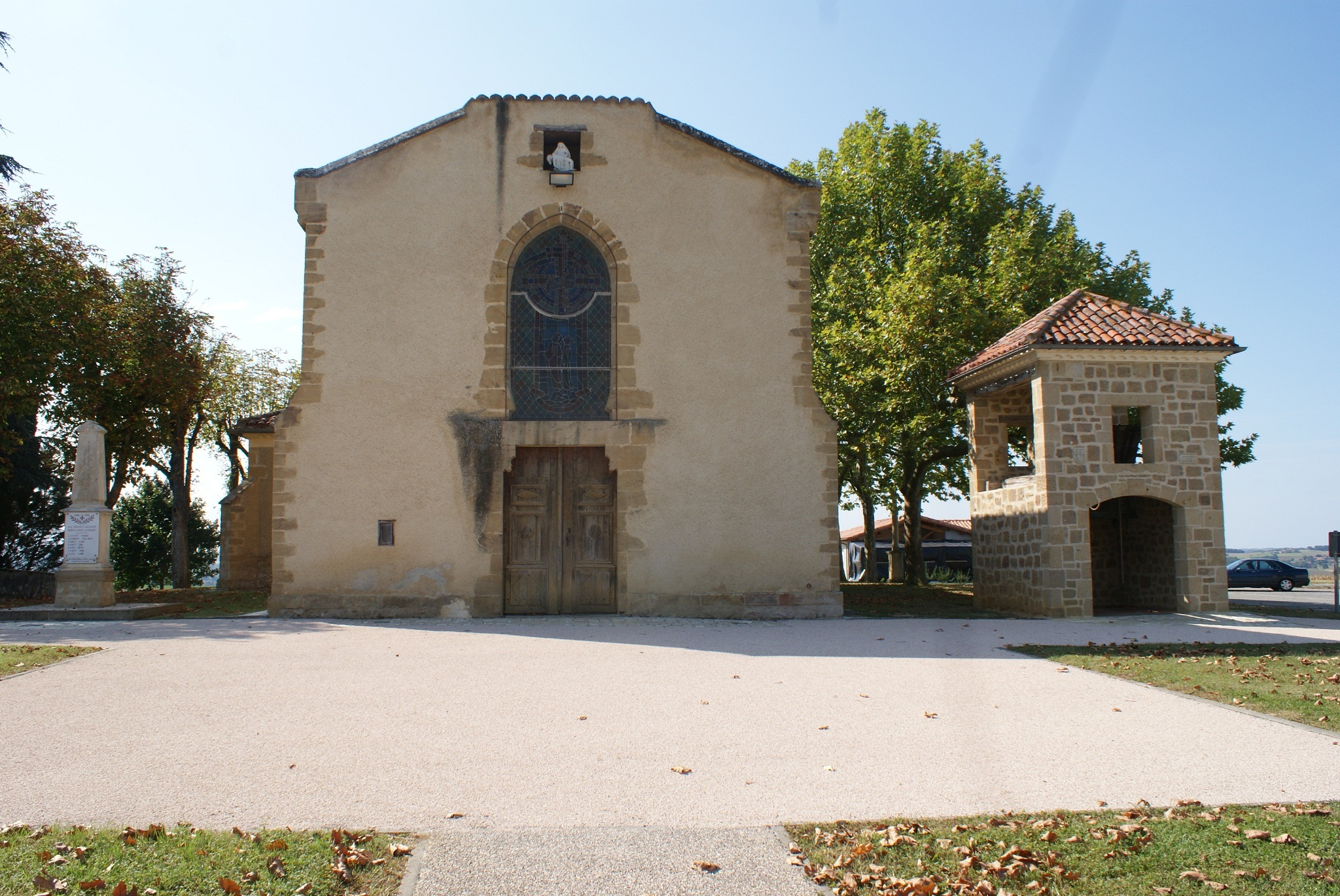
De kerk.

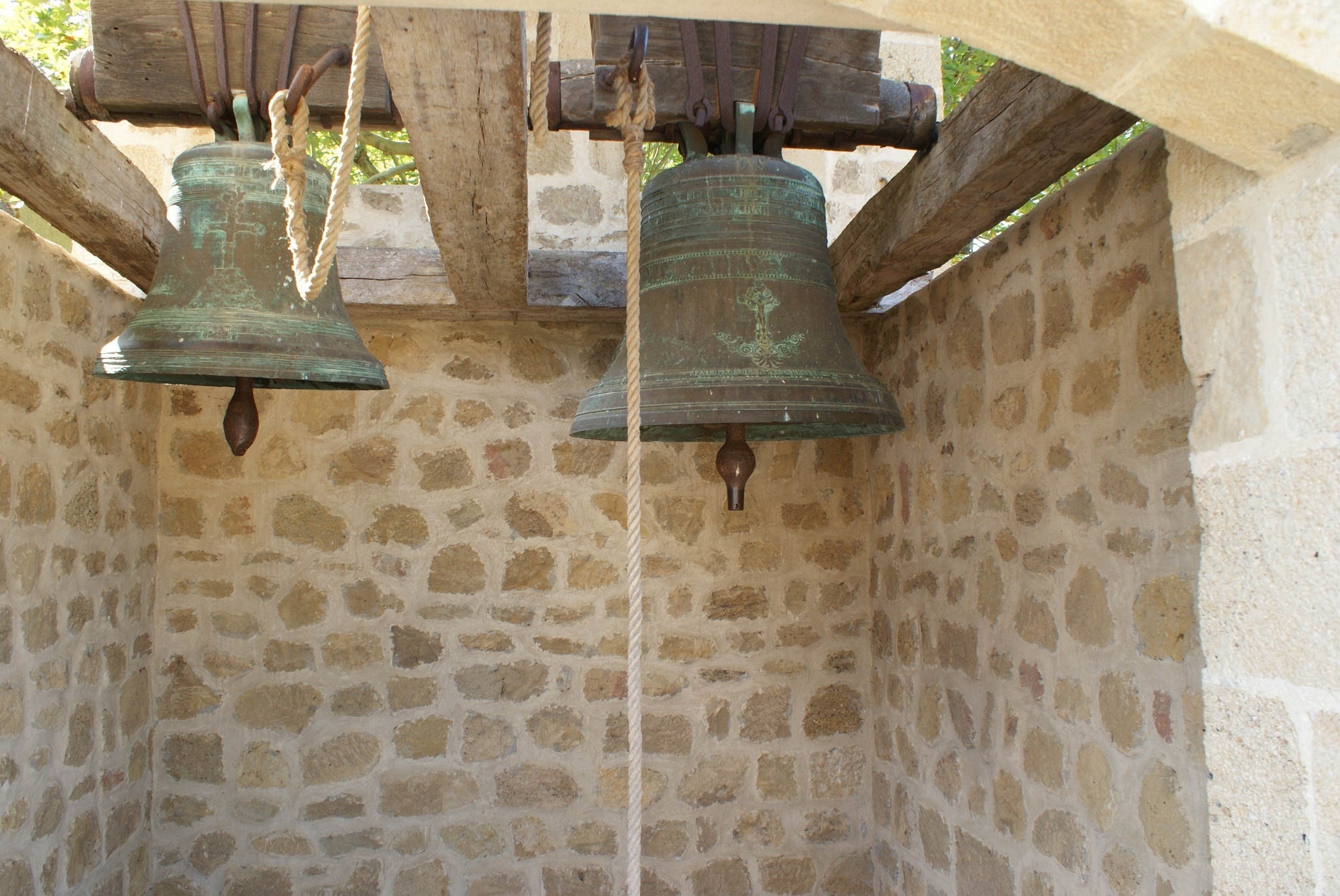
De campanile.

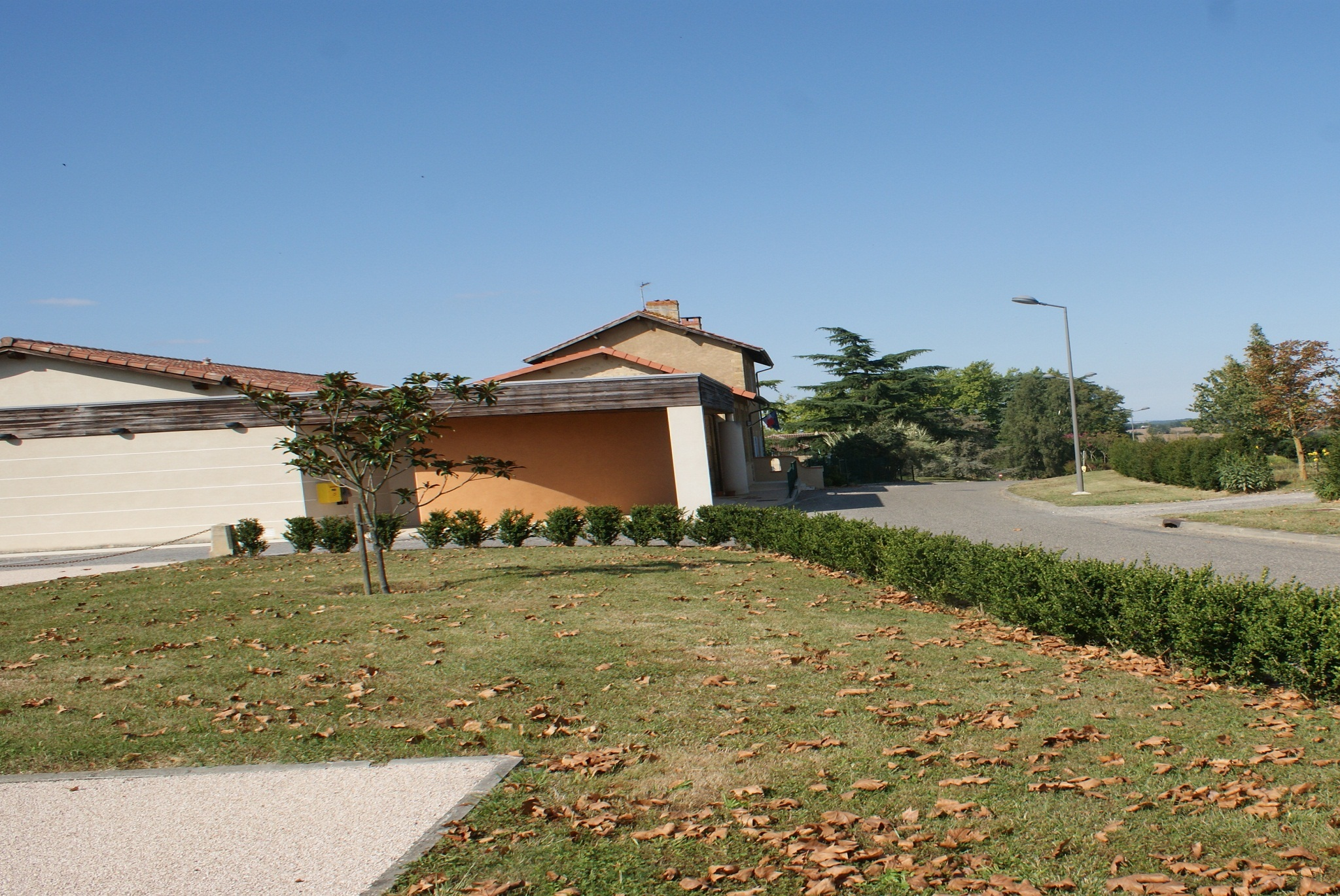
Het gemeentehuis.

## Geschiedenis
De naam Aussos is een samenvoeging van de Romeinse familienaam Alcius en het achtervoegsel ossum. Het betekent: behorende aan de familie Alcius. In 1976 werden in de gemeente Romeinse potscherven gevonden. In 1242 werd het als Aussosz geschreven. Aussos was bezit van de heren van Orbessan. Eigenlijk heette de familie de familie d'Ornézan maar door een schrijffout van een pastoor werden ze abusievelijk ook wel familie d'Orbessan genoemd. In de veertiende eeuw was Gerald d'Orbessan de eerste eigenaar. Bernard en Bertrand d'Orbessan (1533) waren latere heren van Aussos. Bernard was tevens heer van Labastide-Palm. Latere eigenaren waren Gaspard de Baliros heer van Monties en Monbardon en de familie Lasséran-Massencôme. Deze laatste familie kwam in het bezit door het huwelijk van Marie Libaros met Jean François de Lasséran.

## Het huidige dorp
Aussos is op een heuvel gelegen aan de D283. Er is een oude kerk met gebrandschilderde ramen en een campanile uit 1992. In de toren hangen een grote klok uit 1896 en een kleinere uit 1845. Beiden met opschrift. Er is een gemeentehuis met gemeentelijke feestzaal. Er is een monument voor de gevallenen en er staan twee kruisen in het dorp. Het oudste gebouw is uit 1766. Daar is een duiventoren bij. In het dorp is een verlichte jeu de boule baan. De gemeente grenst aan de westzijde aan het Réservoir de l'Astarac. Aan die zijde stromen de Arrats de devant en de Arrats door de gemeente. Het dorp valt onder de VVV (fr. l'office de tourisme) van Masseube. De commune is lid van Les Hautes Vallées.

#### Geografie
De oppervlakte van Aussos bedraagt 8,1 km², de bevolkingsdichtheid is dus 7,4 inwoners per km². Het dorp ligt 37 km van Auch, 90 km van Toulouse en 70 km van Tarbes.
De onderstaande kaart toont de ligging van Aussos met de belangrijkste infrastructuur en aangrenzende gemeenten.

#### Demografie
Onderstaande figuur toont het verloop van het inwonertal (bron: INSEE-tellingen).